# Top view

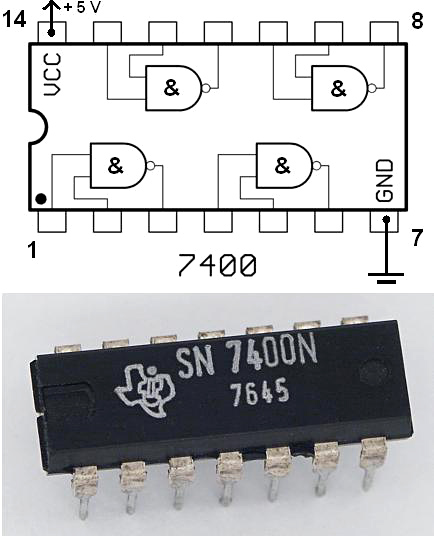
Nell'esempio in alto, la simbologia dell'integrato 7400 che contiene 4 porte logiche di tipo NAND; sotto: il componente, in questo caso la vista schematica è dall'alto top view, rispetto al componente

Top view (in italiano visto da sopra) è un'espressione linguistica usata in elettronica per indicare a quale lato corrisponda lo schema elettrico simbolico interno al componente, rispetto alla piedinatura fisica dello stesso.
Viene sempre adoperata nei datasheet che riportano i dati del componente; lo schema interno, la piedinatura, e le dimensioni; sono informazioni indispensabili per iniziare il progetto di un circuito. Può essere un circuito integrato, un transistor, un relè, un componente ibrido ecc. Vi sono casi in cui lo schema simbolico della piedinatura del componente corrisponde al lato inferiore, in questo caso il datasheet riporterà accanto allo schema, il termine "bottom view". L'esatta conoscenza di questo dato è fondamentale; un'errata interpretazione, può portare ad eseguire collegamenti errati o ad inserire il componente al contrario, con la conseguenza di applicare la tensione di alimentazione ai pin sbagliati, col forte rischio di danneggiare il componente. La necessità di specificare il lato del componente a cui si riferisce lo schema simbolico, deriva dalla mancanza di una chiave che permetta in modo univoco i collegamenti o l'inserzione, l'esempio più comune sono i transistor realizzati in contenitore metallico denominato TO-3, se non fosse specificato il lato in cui è vista la piedinatura, non si potrebbe distinguere il terminale di base dall'emittore.